# Rabih Abou-Khalil
Rabih Abou-Khalil (en árabe ربيع أبو خليل, Beirut, 17 de agosto de 1957) es un intérprete de oud, flautista y compositor libanés de jazz.

## Su música
Rabih Abou-Khalil estudió música árabe y occidental en la Academia de Arte de Beirut. En 1978 llegó a Múnich como refugiado de la guerra civil libanesa. Ha vivido por temporadas en Múnich y en el sur de Francia. Aprendió muy joven a tocar el oud, un instrumento oriental de cuerdas sin trastes, precursor del laúd. En Alemania, estudió flauta traversa clásica en la Academia de Música de Múnich, con Walther Theurer. Sin embargo, el oud se ha mantenido como su instrumento principal.
Mezcla la música árabe tradicional con el jazz, el rock y la música clásica, y pronto fue considerado como "un hacedor de world music años antes de que se convirtiera en una etiqueta". Junto con Anouar Brahem, ha ayudado a dar proyección al oud como un vehículo para hacer world jazz ecléctico. Abou-Khalil ha desarrollado con el oud un estilo a menudo equiparado al de los guitarristas de jazz: "Abou-Khalil da más notas de oud en 10 segundos que muchos guitarristas de jazz en toda su vida".
La música de Abou-Khalil tiene una fuerte influencia del free jazz, de músicos como Ornette Coleman y Don Cherry, así como de Frank Zappa, Bela Bartok, y otros artistas menos conocidos, como Mighty Sparrow o Lord Kitchener, de Trinidad. Los elementos de jazz están presentes en la mayor parte de su obra grabada, en la que suele utilizar el contrabajo de músicos como Steve Swallow o Glen Moore. En el Festival de Jazz de Pekín de 2003, se presentó con un grupo que incluía tuba y clarinete, además de instrumentos de percusión.

## Discografía como líder
- Compositions & Improvisations (MMP, 1981)
- Bitter Harvest (MMP, 1984)
- Between Dusk and Dawn (MMP, 1987; Enja Records, 1993)
- Bukra (MMP, 1988; Enja Records, 1994)
- Nafas (ECM, 1988)
- Roots & Sprouts (MMP/Enja Records, 1990)
- World Music Orchestra: East West Suite (Granit Records, 1990)
- Al-Jadida (Enja Records, 1990) - con Sonny Fortune
- Blue Camel (Enja Records, 1992) - con Charlie Mariano y Kenny Wheeler
- Tarab (Enja Records, 1992)
- The Sultan's Picnic (Enja Records, 1994)
- Arabian Waltz (Enja Records, 1996) - con el Balanescu Quartet
- Odd Times (Enja Records, 1997)
- Yara (Enja Records, 1998)
- The Cactus of Knowledge (Enja Records, 2001)
- Il Sospiro (Enja Records, 2002)
- Morton's Foot (Enja Records, 2004) - Con Luciano Biondini (acordeón)
- Journey to the Centre of an Egg (Enja Records, 2005) - Con Joachim Kühn
- Songs for Sad Women (Enja Records, 2007)
- Em Portugues (Enja Records, 2008)
- Selection (Enja Records, 2009)
- Trouble in Jerusalem (Enja Records, 2010)

### Como invitado
- Chris Karrer: Dervish Kish (Schneeball/Indigo, 1990/91)
- Michael Riessler: Heloise (Wergo, 1992)
- Charlie Mariano & Friends: Seventy (veraBra Records, 1993)
- Glen Moore: Nude Bass Ascending (Intuition, 1996/97)
- Ramesh Shotam: Madras Special (Permission Music, 2002)